# 양해석 (언론인)

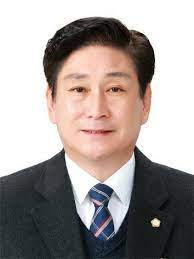
양해석 대표

양해석(1969년 06월 25일 ~ )은 대한민국의 언론인이다.

## 생애
1969년 6월 25일 논산시 상월면에서 출생하여 논산시에서 노성중학교를 마친 후 공주생명과학고등학교를 졸업했다. 충북대학교 1학년 재학 중 중퇴했다.

## 학력
- 충북대학교 중퇴

## 경력사항
- 2011 (주)에스티엔방송스타트뉴스 대표
- 2014 논산시 유도회 前 사무국장
- 2017 태권도협회 스포츠 공정위원
- 2017 논산시 체육회 前 홍보국장
- 2019 논산시선거방송토론위원회 前 위원
- 2019 충남일보 부사장
- 2019 대한에어로빅협회 표창장 수여
- 2021 아시아뉴스통신 TV 사장
- 2021 대한노인회 홍보국장
- 2021 한국성씨 총 연합회 홍보국장
- 2021 재단법인 한국에어로빅협회 사외이사
- 2021 대한에어로빅힙합협회 사외이사
- 2021 충남태권도 심의위원
- 2021 반부패방지 위원
- 2022 제20대 대통령후보 박찬주 前 대변인
- 2022 제20대 대통령후보 홍준표 前 대변인
- 2022 윤석열 후보 중앙선거대책본부 조직본부 미래통합위원회 前 수석대변인
- 2023 민선2기 논산시체육회 홍보이사 위촉

## 수상경력
- 2020 2020도전한국인운동본부 도전한국인상 수여
- 2020 부패방지 국민운동총연합 청렴지도자 공헌장 수여
- 2019 한국에어로빅협회 표창

## (주)에스티엔방송스타트뉴스 대표
- 2011년 (주)에스티엔방송스타트뉴스를 설립하여 KT채널 789번과 스타트뉴스(인터넷신문사)를 운영하였고, 2018년에 방송PP자격을 취득하면서 현재까지 KT채널 838번과 스타트뉴스(인터넷신문사)를 운영하고 있다.